# 리막 네베라
리막 네베라(크로아티아어: Rimac Nevera)는 리막 오토모빌리에서 2018년부터 생산 중인 전기 스포츠카이다.
차명인 네베라는 크로아티아 아드리아 해안을 따라 발생하는 번개와 함께 갑작스럽고 짧은 폭풍을 뜻하는 크로아티아어에서 유래되었다.

## 사양

### 성능
네베라의 최고 속도는 415 km/h (258 mph)이다.

## 생산 댓수
리막 네베라의 총 생산댓수는 150대이다.

## 경쟁 차종
맥라렌 오토모티브
- 맥라렌 720S
- 맥라렌 765LT
- 맥라렌 세나
- 맥라렌 스피드테일

부가티
- 부가티 디보
- 부가티 라 부아튀르 누아르
- 부가티 볼리드
- 부가티 센토디에치
- 부가티 시론

오토모빌리 피닌파리나
- 피닌파리나 바티스타

젠보 오토모티브
- 젠보 TS1 GT

## 갤러리

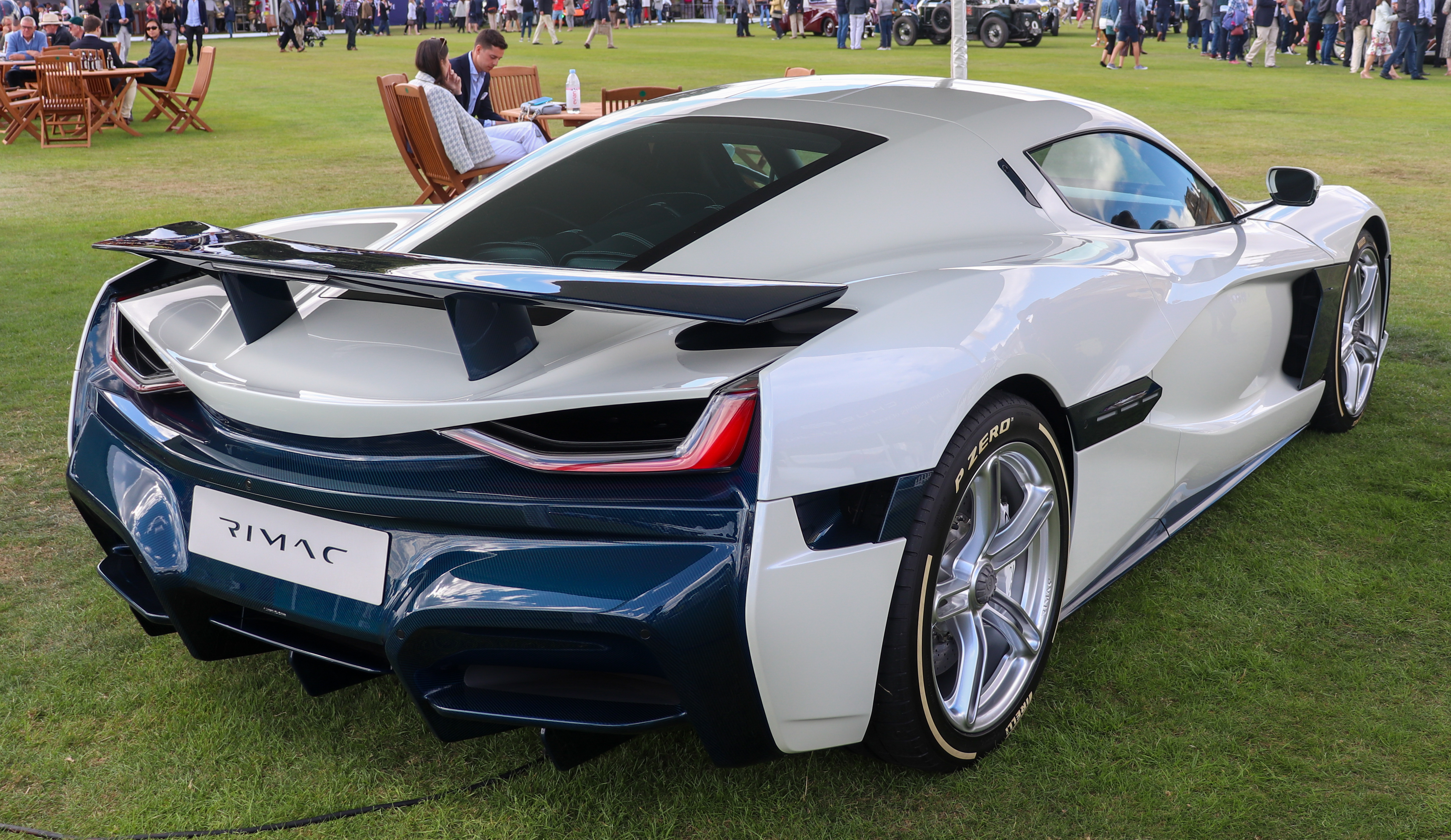
후방
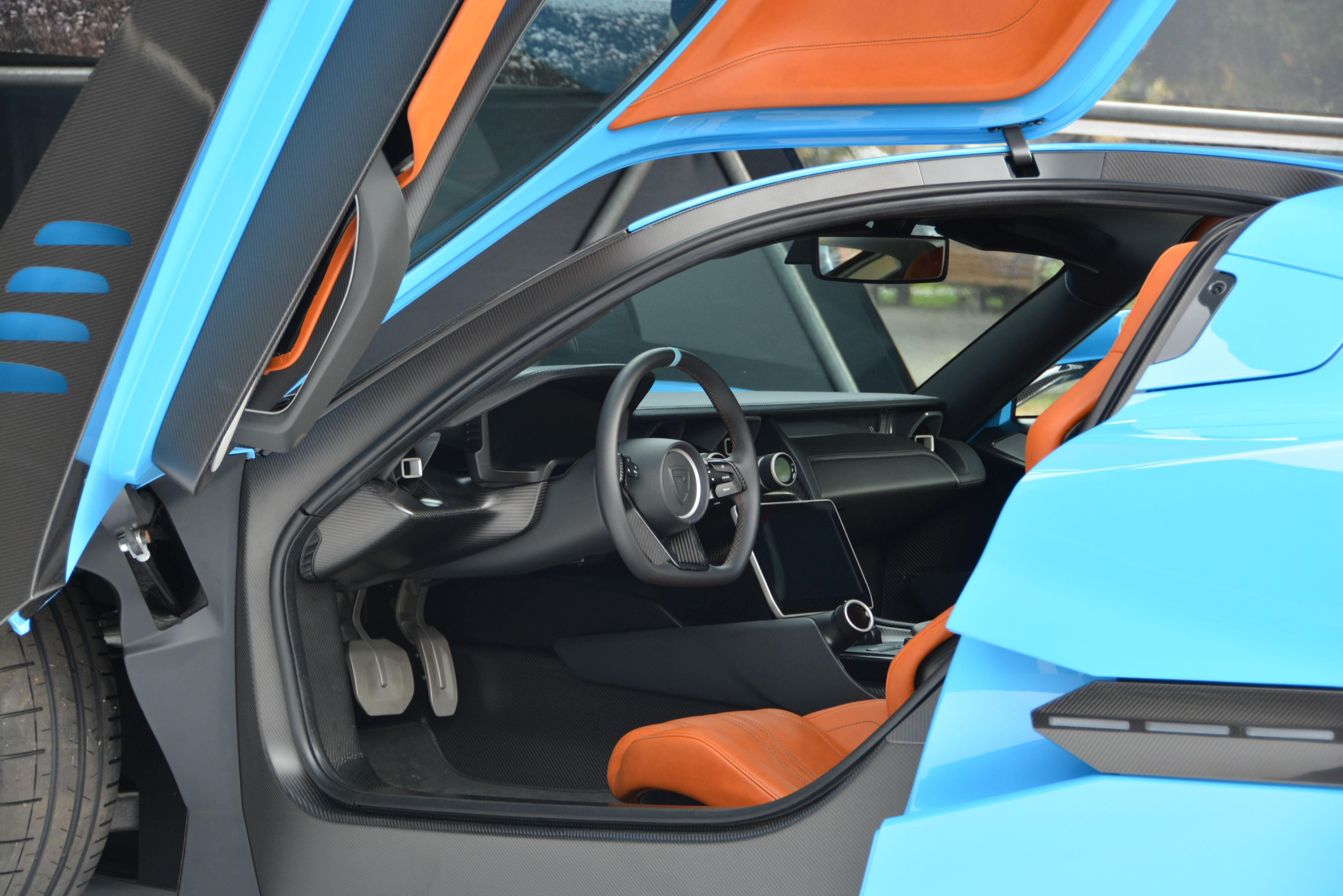
내부
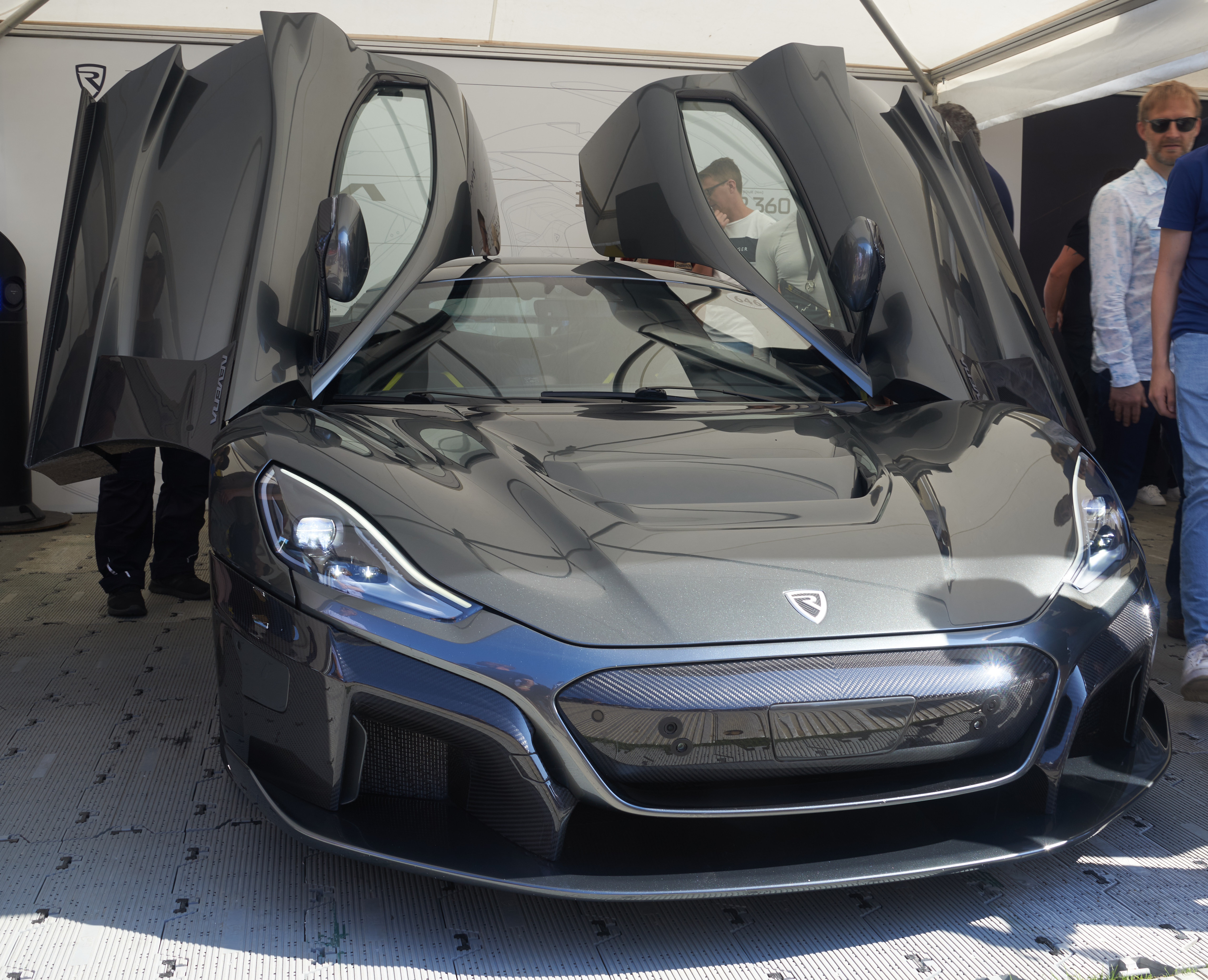
굿우드 페스티벌 오브 스피드 2021에서 문이 열린 리막 네베라의 전면 모습
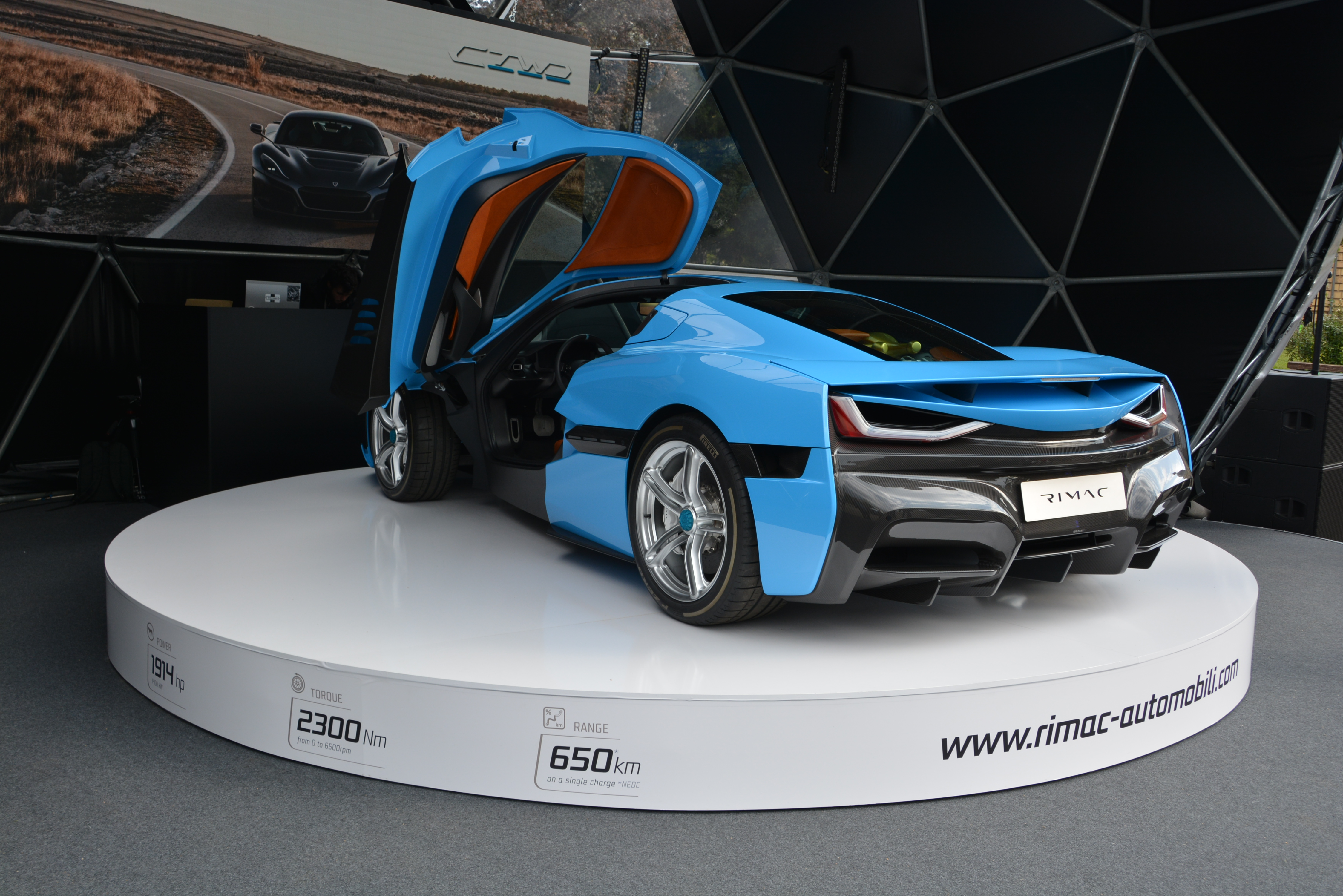
후방

## 비디오 게임에서의 등장
- 아스팔트 8: 에어본
- 아스팔트 9: 레전드
- 배틀그라운드 뉴스테이트